# André Jung (acteur)
Pour les articles homonymes, voir Jung.
Cet article concerne l'acteur luxembourgeois. Pour l'historien français, voir André Jung.
André Jung, né le 13 décembre 1953 à Luxembourg-Ville, est un acteur luxembourgeois.

## Biographie
André Jung fréquente l'École supérieure de musique de Stuttgart de 1973 à 1976.
Jung a deux enfants. Il vit à Munich et à Luxembourg, où il habite la maison de sa grand-mère datant de 1702, dans la maison voisine de laquelle il a grandi.

## Filmographie
- 1986 : Vermischte Nachrichten de Alexander Kluge avec Norbert Blüm et Marita Breuer
- 1987 : Die Reise das Land (lb) de Frank Hoffmann (lb) et Paul Kieffer (lb) avec Mathias Kniesbeck et Josiane Peiffer (lb)
- 1991 : Schacko Klak (lb) de Frank Hoffmann et Paul Kieffer avec Claude Wagner, Paul Greisch (lb) et Myriam Muller
- 1992 : Geteilte Nacht de Pius Morger avec Meret Becker
- 1993 : Three Shake-a-leg Steps to Heaven (lb) (1993), de Andy Bausch avec Désirée Nosbusch et Udo Kier
- 1997 : Back in Trouble d'Andy Bausch avec Thierry Van Werveke, Nicole Max (lb) et Ender Frings (lb)
- 1999 : Große Gefühle de Christof Schertenleib avec Manuela Biedermann (de)
- 2001 : Le Club des chômeurs d'Andy Bausch avec Thierry van Werveke, Camillo Felgen et Myriam Muller
- 2001 : L'Expérience (Das Experiment) de Oliver Hirschbiegel avec Moritz Bleibtreu et Christian Berkel
- 2001 : Joy Ride avec Claudia Knabenhans
- 2003 : Les Immortels (Os imortais) d'António-Pedro Vasconcelos avec Joaquim de Almeida et Emmanuelle Seigner
- 2004 : Im Nordwind (2004), de Bettina Oberli avec Judith Hofmann
- 2004 : La Revanche (lb) d'Andy Bausch avec Thierry van Werveke et Sascha Ley (lb)
- 2006 : Petits Secrets (Perl oder Pica) de Pol Cruchten avec Ben Hoscheit (lb) et Nicole Max
- 2006 : Deepfrozen (lb) d'Andy Bausch avec Thierry van Werveke et Peter Lohmeyer
- 2007 : Lumen (court métrage) de Philip Koch (de) avec Julia Thurnau (de) et Luc Feit
- 2007 : Freigesprochen de Peter Payer (de) avec Corinna Harfouch et Thierry van Werveke
- 2007 : Vorne ist verdammt weit weg de Thomas Heinemann (de) avec Frank-Markus Barwasser et Peter Lohmeyer
- 2008 : Luftbusiness (lb) de Dominique de Rivaz avec Dominique Jann (de) et Thierry van Werveke
- 2008 : Die Besucherin (de) de Lola Randl (de) avec Sylvana Krappatsch (de)
- 2009 : Réfractaire de Nicolas Steil avec Marianne Basler et Thierry van Werveke
- 2009 : Giulias Verschwinden de Christoph Schaub avec Corinna Harfouch et Bruno Ganz
- 2009 : Der Fürsorger (lb) de Lutz Konermann (de) avec Roeland Wiesnekker et Katharina Wackernagel (de)
- 2009 : Tunnelblicke (court métrage) de Julius Grimm avec Sandra Ahrabian (de)
- 2010 : Die große Plai Chumpon Totenpart (court métrage), de Valerie Bäuerlein
- 2010 : Trouble no more (lb) d'Andy Bausch avec Marco Lorenzini (lb) et Ender Frings
- 2010 : Der letzte schöne Herbsttag (de)  de Ralf Westhoff (de) avec Julia Koschitz
- 2011 : Der Solist (lb) (court métrage) de Pierre Hansen (lb)
- 2012 : Angle mort (Doudege Wénkel) de Christophe Wagner avec Jules Werner (lb)
- 2013 : Die Erfindung der Liebe de Lola Randl (de) avec Maria Kwiatowsky (de) et Sunnyi Melles
- 2013 : Adieu Paris de Franziska Buch avec Jessica Schwarz et Jean-Yves Berteloot
- 2014 : Fieber d'Elfi Mikesch
- 2015 : Demain, après la guerre (Eng nei Zäit)  de Christophe Wagner, avec Luc Schiltz (lb) et Eugénie Anselin
- 2016 : Egon Schiele (Egon Schiele: Tod und Mädchen) de Dieter Berner
- 2017 : Rusty Boys (lb) d'Andy Bausch avec Fernand Fox et Paul Greisch (lb)
- 2017 : Es war einmal in Deutschland… de Sam Garbarski, avec Moritz Bleibtreu
- 2018 : Superjhemp Retörns (De Superjhemp retörns) de Félix Koch (lb), avec Désirée Nosbusch et Luc Feit
- 2019 : De Buttek (lb) de Luc Feit
- 2020 : Wanda, mein Wunder (de) de Bettina Oberli
- 2021 : Le Chemin du bonheur de Nicolas Steil
- 2022 : Der Passfälscher (lb) de Maggie Peren
- 2023 : Maret de Laura Schroeder
- 2023 : Little Duke (lb) d'Andy Bausch